# Wayne County, Pennsylvania
Wayne County är ett administrativt område i delstaten Pennsylvania i USA. År 2010 hade countyt 52 822 invånare. Den administrativa huvudorten (county seat) är Honesdale, som också är största staden.
Countyt grundades den 21 mars 1789 och uppkallades efter Anthony Wayne.

## Politik
Wayne County tenderar att rösta på republikanerna i politiska val.
Republikanernas kandidat har vunnit rösterna i countyt i samtliga presidentval sedan valet 1916. I valet 2016 vann republikanernas kandidat med 67,6 procent av rösterna mot 29,2 för demokraternas kandidat.

## Geografi
Enligt United States Census Bureau har countyt en total area på 1 944 km². 1 889 km² av den arean är land och 55 km² är vatten.

### Angränsande countyn
- Broome County, New York - nord
- Delaware County, New York - nordost
- Sullivan County, New York - öst
- Pike County - syd
- Monroe County - syd
- Lackawanna County - väst
- Susquehanna County - väst

### Orter
- Bethany
- Hawley
- Honesdale (huvudort)
- Prompton
- Starrucca
- Waymart